# NGC 5270
NGC 5270 est une galaxie spirale barrée située dans la constellation de la Vierge. Sa vitesse par rapport au fond diffus cosmologique est de 7 339 ± 85 km/s, ce qui correspond à une distance de Hubble de 108,2 ± 7,7 Mpc (∼353 millions d'al). NGC 5270 a été découverte par l'astronome britannique John Herschel en 1828.
La classe de luminosité de NGC 5270 est II. 

## Supernova
La supernova SN 2014bs a été découverte dans NGC 5270 le 30 mai 2014 dans le cadre du relevé CRTS (Catalina Real-Time Transient Survey) de l'institut Caltech et par Stan Howerton. Cette supernova était de type Ia.